# Capadocia
Capadocia (Spanisch für Kappadokien) ist eine mexikanische Fernsehserie von HBO Latin America. Das Skript ist von Laura Sosa, Leticia López Margalli, Guillermo Ríos und Carmen Madrid. Die Erstausstrahlung begann am 2. April 2008. Die zweite Staffel lief 2010.
In Deutschland wurde die Serie bis heute nicht gezeigt, in Ungarn lief die erste Folge am 17. März 2011.	

## Inhalt
Geschildert wird das Leben von mehreren Frauen in einem experimentellen Gefängnis von Mexiko-Stadt.
Die einzelnen Folgen tragen ausnahmslos christlich-biblische Titel.

## Episodenliste

### Staffel 1
| Nummer (gesamt) | Nummer (Staffel) | Originaltitel            | Erstausstrahlung (Mexico) | Titel (deutsch)                      |
| --------------- | ---------------- | ------------------------ | ------------------------- | ------------------------------------ |
| 1               | 1                | Génesis                  | 2. März 2008              | 1. Buch Mose                         |
| 2               | 2                | Éxodo                    | 9. März 2008              | 2. Buch Mose                         |
| 3               | 3                | El sacrificio            | 16. März 2008             | Das Opfer                            |
| 4               | 4                | Mater Dolorosa           | 23. März 2008             |                                      |
| 5               | 5                | Hijo pródigo             | 30. März 2008             | Der verlorene Sohn                   |
| 6               | 6                | El ángel caído           | 6. April 2008             | Der gefallene Engel                  |
| 7               | 7                | Pecado capital           | 13. April 2008            | Todsünde                             |
| 8               | 8                | Justos por pecadores     | 20. April 2008            | Die Unschuldigen kommen zum Handkuss |
| 9               | 9                | El buen samaritano       | 27. April 2008            | Der barmherzige Samariter            |
| 10              | 10               | María Magdalena          | 4. Mai 2008               | Maria Magdalena                      |
| 11              | 11               | La elegida               | 11. Mai 2008              | Die Auserwählte                      |
| 12              | 12               | Perdona nuestras ofensas | 18. Mai 2008              | Vergib uns unsere Schuld             |
| 13              | 13               | Paraíso perdido          | 25. Mai 2008              | Verlorenes Paradies                  |

### Staffel 2
| Nummer (gesamt) | Nummer (Staffel) | Originaltitel                                   | Erstausstrahlung (Mexico) | Titel (deutsch)                           |
| --------------- | ---------------- | ----------------------------------------------- | ------------------------- | ----------------------------------------- |
| 14              | 1                | Lo que une Dios                                 | 19. September 2010        | Was Gott zusammenfügt                     |
| 15              | 2                | Cordero de Dios                                 | 26. September 2010        | Lamm Gottes                               |
| 16              | 3                | Aparta de mí este cáliz                         | 3. Oktober 2010           | Nimm diesen Kelch von mir                 |
| 17              | 4                | El ojo de Dios                                  | 10. Oktober 2010          | Das Auge Gottes                           |
| 18              | 5                | Amad a vuestros enemigos                        | 17. Oktober 2010          | Liebt eure Feinde                         |
| 19              | 6                | Bienaventurados los inocentes                   | 24. Oktober 2010          | Glücklich sind die Unschuldigen           |
| 20              | 7                | Señor, ¿por qué me has abandonado?              | 31. Oktober 2010          | Herr, warum hast du mich verlassen?       |
| 21              | 8                | Expiación                                       | 7. November 2010          | Sühne                                     |
| 22              | 9                | La mujer de Lot                                 | 10. November 2010         | Lots Frau                                 |
| 23              | 10               | La sal de la tierra                             | 21. November 2010         | Das Salz der Erde                         |
| 24              | 11               | Y resucitó al tercer día                        | 28. November 2010         | Und am dritten Tage auferstanden          |
| 25              | 12               | La tercera parte del mar se convirtió en sangre | 5. Dezember 2010          | Da wurde ein Drittel des Meeres zu Blut   |
| 26              | 13               | Y llorarán su muerte todas las naciones         | 12. Dezember 2010         | Und alle Völker werden seinen Tod jammern |

### Staffel 3
| Nummer (gesamt) | Nummer (Staffel) | Originaltitel                      | Erstausstrahlung (Mexico) | Titel (deutsch) |
| --------------- | ---------------- | ---------------------------------- | ------------------------- | --------------- |
| 27              | 1                | Un Gran Lamento                    | 23. September 2012        |                 |
| 28              | 2                | El fruto de tu vientre             | 30. September 2012        |                 |
| 29              | 3                | Aceite de la Unción                | 7. Oktober 2012           |                 |
| 30              | 4                | Los Escogidos                      | 14. Oktober 2012          |                 |
| 31              | 5                | Destruye, (Lo que te duele mátalo) | 21. Oktober 2012          |                 |
| 32              | 6                | Las Vertientes de la salvación     | 28. Oktober 2012          |                 |
| 33              | 7                | El Justo                           | 4. November 2012          |                 |
| 34              | 8                | El ángel del abismo                | 11. November 2012         |                 |
| 35              | 9                | Ovejas y Lobos                     | 18. November 2012         |                 |
| 36              | 10               | La sombra de tus alas              | 25. November 2012         |                 |
| 37              | 11               | La Paz y la Espada                 | 2. Dezember 2012          |                 |
| 38              | 12               | Sangre de inocentes                | 9. Dezember 2012          |                 |
| 39              | 13               | Apocalipsis                        | 16. Dezember 2012         |                 |